# Acido γ-idrossibutirrico
L'acido γ-idrossibutirrico, o γ-idrossibutirrato, (anche noto come GHB, dall'inglese gamma-hydroxybutyric; nome IUPAC acido 4-idrossibutanoico) è un acido organico, derivato amminoacidico, che si trova normalmente nel sistema nervoso centrale, così come in altri organi come fegato, reni, cuore, ossa.
Come farmaco è usato comunemente sotto forma di sale alcalino di sodio o di potassio (Na-GHB o K-GHB); il sale sodico è commercialmente conosciuto come ossibutirrato di sodio o sodio oxibato.
Nella classifica di pericolosità delle varie droghe stilata dalla rivista medica The Lancet, il GHB occupa il diciassettesimo posto.

## Storia
Il GHB è stato sintetizzato per la prima volta nel 1874 dal chimico russo Aleksandr Michajlovič Zajcev, docente di chimica all'Università di Kazan e tra i più autorevoli studiosi della sintesi degli alcoli.
La sostanza veniva nuovamente sintetizzata e finalmente studiata in modo sistematico quasi un secolo più tardi, nel 1960 da Henry Laborit, uno dei massimi farmacologi del Novecento, scopritore, tra l'altro, degli effetti antipsicotici della cloropromazina.

## Caratteristiche organolettiche
Il sale di sodio del GHB si presenta in forma solida ed igroscopica (motivo per il quale è esclusivamente conservato e commercializzato in soluzione acquosa a concentrazioni prossime a 500 mg/mL), dal sapore molto salato e dall'odore appena pungente.

## Farmacodinamica
L'azione del GHB deve ancora essere pienamente chiarita.
I suoi effetti possono sopraggiungere dopo circa 5-20 minuti dall'assunzione e durare per un lasso di tempo che può variare dalle 1,5 alle 3 ore.
Il GHB ha almeno due siti d'azione, il recettore (da poco caratterizzato) chiamato "recettore GHB", così come il recettore GABA.
Il GHB, se è indubbiamente un neurotrasmettitore, raggiungerà concentrazioni abbastanza alte solamente per agire nei confronti del recettore GHB, poiché ha solo debole affinità per il GABA.
I suoi effetti sedativi si manifestano e si moltiplicano sinergicamente quando è combinato con altri depressivi del sistema nervoso centrale come alcool, benzodiazepine, barbiturici e altri.

## Ruolo biologico
La funzione precisa del GHB nel corpo non è chiara; è un immediato precursore del GABA, un neurotrasmettitore inibitorio che regola la debolezza, l'attività fisica e il sonno.
Poiché il GABA non può attraversare la barriera emato-encefalica, il GHB ottenuto dal cibo può essere usato per essere convertito a GABA.
Il GHB previene la mancanza di rifornimento di ossigeno alle cellule, il che potrebbe spiegare la presenza del composto negli organi vitali. Il GHB è stato scoperto avere anche capacità neuroprotettive.
Comunque, durante l'uso ricreazionale, il GHB può raggiungere concentrazioni molto alte nel cervello, relativamente ai livelli basali, e può reagire con il recettore GABA. L'azione del GHB a questo livello è probabilmente responsabile dei suoi stessi effetti sedativi.
La stimolazione del recettore GABA mediata dal GHB inibisce il rilascio di dopamina così come causa il rilascio di sedativi naturali, i neurosteroidi. Negli animali gli effetti sedativi possono essere fermati dagli antagonisti del GABA.
La rilevanza del recettore GHB negli effetti comportamentali indotti dal GHB è molto controversa. Sembra difficile credere che il recettore GHB non sia importante quando è densamente espresso in molte aree del cervello, includendo la corteccia, anche perché è il sito con maggior affinità all'azione del GHB. Esiste una ricerca limitata su questo recettore. A ogni modo l'evidenza mostra che causa il rilascio di acido glutammico, che dovrebbe essere stimolante. Non sembra comunque che il recettore GHB spieghi le proprietà sedative o additive del GHB.
Si potrebbe proporre una situazione dove alte dosi di GHB sono sedative attraverso la sua azione sul recettore GABAB, mentre una dose più bassa è in qualche modo stimolante. Questo può spiegare l'effetto cosiddetto di "rimbalzo", sperimentato da individui che usano il GHB come sonnifero, quando si svegliano poche ore dopo un sonno indotto da GHB. Vale a dire che, nel tempo, la concentrazione del GHB nel sistema diminuisce (a causa del metabolismo), sotto una soglia per stimolare la funzione del recettore GABAB, e stimola semplicemente il recettore GHB, portando a svegliarsi.

## Utilizzo

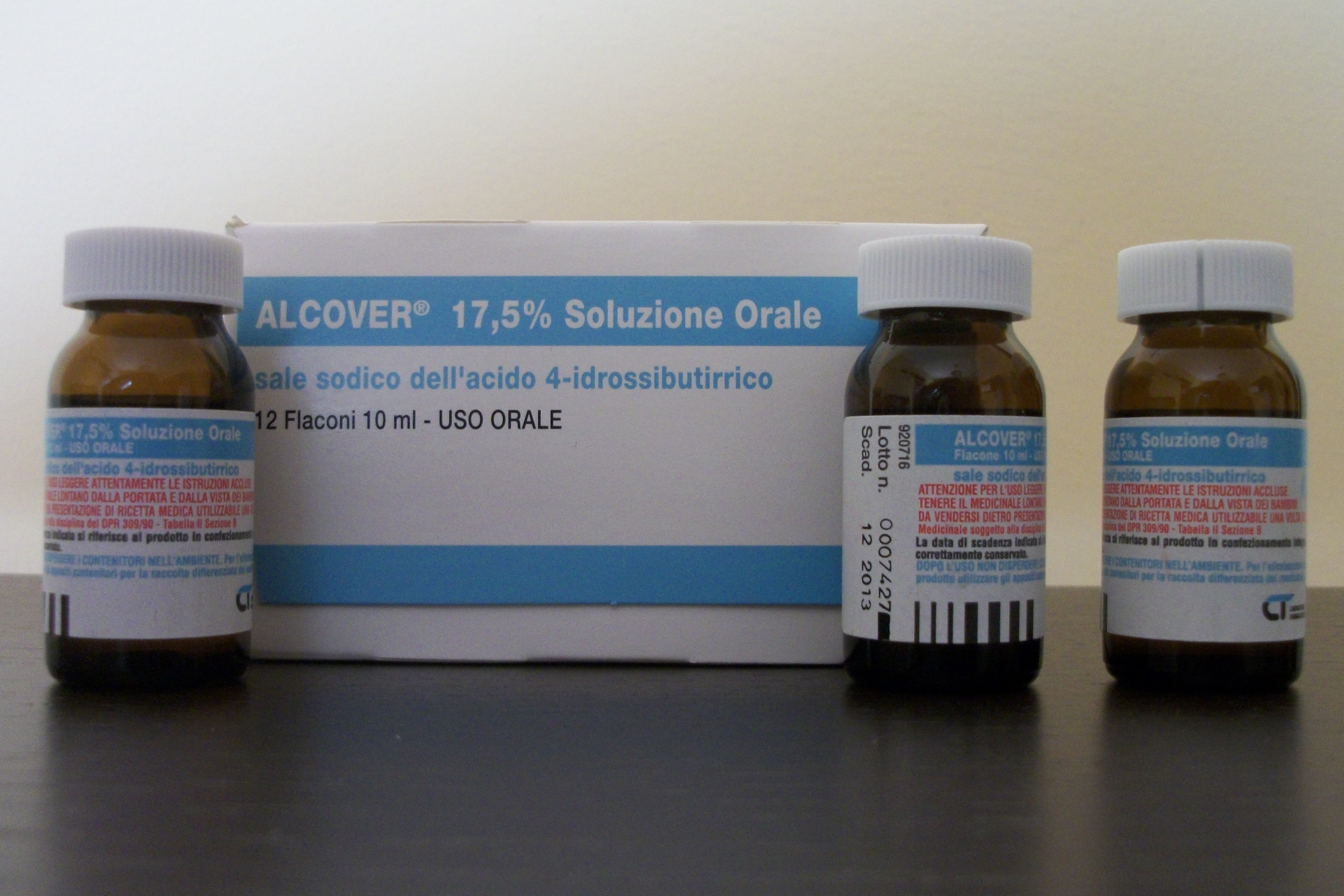
Flaconcini di Alcover

### Farmacoterapico
Nella forma di sodio oxibato, è stato usato come anestetico generale, ipnotico per trattamento dell'insonnia, per trattare la depressione clinica e migliorare la prestazione atletica.
Negli Stati Uniti, la Food and Drug Administration permette il suo uso per ridurre il numero degli attacchi di cataplessia nei pazienti con narcolessia.
Viene utilizzato nella terapia della dipendenza da alcool.

### Stupefacente
Nell'utilizzo ricreazionale, il GHB è conosciuto negli USA anche come "G", "Juice", "Liquid X" o "Liquid E" e meno come "Gamma-Oh", "Georgia Homeboy", "Georgia Detwiler", "Blue Verve", "Gamma-G", "Qi", "scoop", "goop", "gerb" o "permagrin".
Il suo uso potenziale come "droga da stupro" negli anni novanta ha portato all'inserirla negli USA nella Tabella I della legge sulle sostanze controllate (Controlled Substances Act), nel marzo del 2000. Il 21 marzo 2001, la Commissione sui narcotici ha posto il GHB nella Tabella IV del 1971 (Convenzione sulle sostanze psicotropiche).
A dosi basse, può causare uno stato di euforia e di aumentata socialità. Si avranno anche una sensazione di benessere, rilassatezza, aumento della sensazione tattile e del desiderio sessuale. Negli uomini è diffusa soprattutto poiché aumenta il mantenimento dell'erezione maschile. Il mattino dopo l'assunzione, grazie sia alla breve emivita, sia al metabolismo a semialdeide succinica e in seguito a succinato (utilizzato poi nel ciclo di Krebs) non si soffre di sintomi simil-hangover propri dell'etanolo come nausea, vertigini, o malessere. Vari report aneddotici e gli utilizzatori stessi della formulazione farmaceutica, riportano spesso uno stato di lucidità mentale e un benessere generale, anche una volta che il composto è ormai stato metabolizzato ed escreto dal sistema (vedi effetto "rimbalzo"). L'amnesia anterograda è un evento possibile ma relativamente raro a patto che non si utilizzino dosi elevate e che inducano quindi uno stato comatoso (chiamato "coma-G"). Bisogna comunque ricordare che la destinazione d'uso con cui nacque il sodio ossibato fu quella di anestetico generale.

#### Dipendenza
Il GHB crea dipendenza fisica e può anche determinare dipendenza psicologica.
La dipendenza fisica si sviluppa quando il GHB è preso su base regolare (per es. ogni 2-4 ore per più giorni consecutivi).
Gli effetti causati dall'interruzione dell'assunzione possono includere allucinazioni, insonnia, ansietà, tremori, sudorazione, irascibilità, dolori intercostali e rigidezza, dolori ai muscoli e alle ossa, sensibilità agli stimoli esterni, disforia e noia mentale. Questi effetti collaterali cesseranno dopo 2 - 21 giorni a seconda dell'uso. Sebbene siano state riportate anche morti a causa della sospensione dell'uso del GHB, le indicazioni della letteratura scientifica a tal proposito sono inconcludenti ed è quindi necessaria ulteriore ricerca.

### Tossicità
Mentre piccole dosi di GHB sono considerate sicure, dosi più alte invece possono causare nausea, vertigini, sonnolenza, disturbi alla vista, respiro affannoso e amnesia fino ad arrivare a vomito, convulsioni, incoscienza e, in teoria, alla morte. Questi effetti variano da persona a persona e dipendono dalla dose.
Le morti causate dalla sola assunzione di GHB sono estremamente rare o inesistenti. Esse potrebbero avvenire in conseguenza di una crisi respiratoria poiché alte dosi di GHB potrebbero eventualmente inibire i centri respiratori del tronco cerebrale. In ogni caso si è discusso molto del fatto di come sia estremamente difficile assumere una dose letale di GHB giacché l'utilizzatore cadrebbe in uno stato d'incoscienza molto prima che la dose letale (la LD50 del GHB è stimata tra i 1100 mg/kg e i 2000 mg/kg nei roditori, ed è certamente molto più bassa nell'uomo) venga raggiunta. La morte durante l'uso del GHB è dunque molto più probabilmente causata dalla combinazione di questo con alcool come risultato di un soffocamento durante vomito e asfissia.
Non ci sono ancora studi a lungo termine sugli effetti del GHB se preso abitualmente e di conseguenza non si sa finora se l'uso prolungato di GHB causi danni permanenti al corpo. Test clinici hanno comunque mostrato come non ci fossero stati danni a organi o al cervello nei ratti a cui era stato somministrato il GHB in modo cronico.